# Omar El Kaddouri
Omar El Kaddouri arab. عمر القدوري, ʿUmar al-Qaddūrī (ur. 21 sierpnia 1990 w Brukseli) – marokański piłkarz grający na pozycji ofensywnego pomocnika w rumuńskim klubie CFR Cluj. 
W latach 2013–2020 reprezentant Maroko. Uczestnik Pucharu Narodów Afryki w 2017 roku.

## Kariera klubowa
Swoją karierę piłkarską El Kaddouri rozpoczął w klubie RSC Anderlecht. W sezonie 2007/2008 był członkiem kadry pierwszego zespołu, jednak nie zadebiutował w nim w ekstraklasie belgijskiej. W 2008 roku odszedł do Brescii Calcio. 29 marca 2009 zadebiutował w niej w Serie B w zremisowanym 2:2 domowym meczu z AS Livorno Calcio. W sezonie 2010/2011 był wypożyczony z Brescii do FC Südtirol, grającego w Serie C1.
W sierpniu 2012 roku El Kaddouri odszedł za kwotę 2,5 miliona euro do SSC Napoli. Swój ligowy debiut w Napoli zaliczył 2 grudnia 2012 w wygranym 5:1 domowym meczu z Pescarą Calcio. W sezonie 2012/2013 wywalczył z Napoli wicemistrzostwo Włoch.
Latem 2013 roku El Kaddouri został wypożyczony do Torino FC. Zadebiutował w nim 25 sierpnia 2013 w wygranym 2:0 domowym meczu z US Sassuolo. W 2014 roku Torino przedłużyło wypożyczenie El Kaddouriego.
Od 2017 jest zawodnikiem Empoli FC
W latach 2017–2023 występował w greckim PAOK FC. Łącznie w barwach zespołu rozegrał 173 mecze, strzelił 10 bramek i zaliczył 13 asyst.
5 stycznia 2024 roku na zasadzie wolnego zawodnika przeszedł do rumuńskiego CFR Cluj.
| Sezon   | Klub           | Kraj   | Rozgrywki          | Mecze | Bramki |
| ------- | -------------- | ------ | ------------------ | ----- | ------ |
| 2007/08 | RSC Anderlecht | Belgia | Eerste klasse      | 0     | 0      |
| 2008/09 | Brescia Calcio | Włochy | Serie B            | 1     | 0      |
| 2009/10 | Brescia Calcio | Włochy | Serie B            | 0     | 0      |
| 2010/11 | FC Südtirol    | Włochy | Serie C1           | 31    | 2      |
| 2011/12 | Brescia Calcio | Włochy | Serie B            | 38    | 7      |
| 2012/13 | SSC Napoli     | Włochy | Serie A            | 7     | 0      |
| 2013/14 | Torino FC      | Włochy | Serie A            | 29    | 5      |
| 2014/15 | Torino FC      | Włochy | Serie A            | 32    | 3      |
| 2015/16 | SSC Napoli     | Włochy | Serie A            | 20    | 1      |
| 2016/17 | SSC Napoli     | Włochy | Serie A            | 5     | 0      |
| 2016/17 | Empoli FC      | Włochy | Serie A            | 15    | 3      |
| 2017/18 | PAOK FC        | Grecja | Superleague Ellada | 18    | 1      |
| 2018/19 | PAOK FC        | Grecja | Superleague Ellada |       |        |

## Kariera reprezentacyjna
El Kaddouri grał w młodzieżowych reprezentacjach Belgii, ale następnie zdecydował się grać dla Maroka. W 2012 roku wystąpił na Igrzyskach Olimpijskich w Londynie. W reprezentacji Maroka zadebiutował 14 sierpnia 2013 roku w przegranym 1:2 towarzyskim meczu z Burkiną Faso, rozegranym w Tangerze.